# Hymenostomum francii
Hymenostomum francii är en bladmossart som beskrevs av Thériot 1909. Hymenostomum francii ingår i släktet Hymenostomum och familjen Pottiaceae. Inga underarter finns listade i Catalogue of Life.